# 廣安縣立高等小學堂舊址
廣安縣立高等小學堂舊址位於四川省廣安市廣安區，文物遺址年代判定為清、民國。2002年12月27日公佈為四川省第六批省級文物保護單位。併入鄧小平故居。2006年5月25日廣安縣立高等小學堂舊址、北山小學堂列為第六批全國重點文物保護單位，歸入第五批全國重點文物保護單位鄧小平故居。